# Present (伊藤静のアルバム)
『Present』（プレゼント）は、伊藤静の2枚目のミニアルバム。2011年2月23日にMellowHeadから発売された。規格品番はLHCA-5125

## 概要
前作『Devotion』から約10ヶ月ぶりのリリースであり、2011年1作目のリリース作品。
前作と同様に、PVとPV、ジャケットのメイキング映像が収録されたDVDが同梱されており、本作には「Prayer」のPVが収録されている。また、PV、ディスクジャケットはサイパン島で撮影された。
本作のメインテーマは「人生」である。タイトル名の「Present」は、直訳通り「贈り物」という意であり、伊藤は「自分自身への贈り物」という意味が込められていると語っている。前作に収録された楽曲は全体的に「失恋」や「恋愛感情」などを描いていたが、本作の楽曲はアップテンポな曲が多く、前作と対照的になっている。また収録曲数は前作同様、全6曲が収録されている。
本作を引っ提げてのキャンペーンが開催された。また、初回生産分に本作の発売記念イベントの応募用紙が封入されている。2011年5月1日に応募用紙で当選されたファンを招待した発売記念イベントが未来研究所ファンシアターで開催され、ファンから寄せられたアルバムの感想やジャケット撮影時のオフショットなどの公開、アコースティックギターを使用したライブも行われた。また、同イベントでは東日本大震災で被災した被災地への義援金が募られた。

## 批評
CDジャーナルは、「前作と異なる前向きで明るい曲が多く、ボーカルに殆どエフェクトがかかっていないので、『素の伊藤静』という印象を受けた。」と批評した。

## 収録曲
1. 思い出フラグメント [3:48]
作詞：古屋真、作曲・編曲：高阪昌至
2. あいあい傘 [3:43]
作詞：松村龍二、作曲・編曲：山元祐介
3. 足跡 [4:34]
作詞：六ツ見純代、作曲：佐伯高志、編曲：山元祐介
4. 幸せなんて [4:36]
作詞：松村龍二、作曲・編曲：渡辺拓也
5. EveryDay [4:36]
作詞：春和文、作曲・編曲：佐々倉有吾
6. Prayer [5:19]
作詞・作曲・編曲：渡辺拓也

 DVD 
1. Prayer（Music Clip）
2. メイキング映像